# Igor Valetov
Igor Valetov (* 1. Februar 1946 in Taschkent, Usbekische SSR) ist ein ehemaliger usbekischer Degenfechter, der für die Sowjetunion antrat.

## Erfolge
Igor Valetov war international vor allem mit der sowjetischen Mannschaft erfolgreich. Bei Weltmeisterschaften gelang ihm 1969 in Havanna mit ihr der Gewinn des Weltmeistertitels. 1971 kam in Wien eine Silber- sowie 1973 in Göteborg eine Bronzemedaille hinzu. Bei den Olympischen Spielen 1972 in München schied er im Einzel in der Halbfinalrunde aus, während er mit der Mannschaft nach einem Viertelfinalsieg gegen Schweden und einer Halbfinalniederlage gegen Ungarn das Gefecht um Bronze erreichte. Dort besiegte die Mannschaft, die neben Valetov aus Hryhorij Kriss, Wiktor Modsolewski, Serhij Paramonow und Georgi Zažitski bestand, Frankreich mit 9:4 und sicherte sich so die Bronzemedaille.